# Accidente de Moyobamba de 2024
El Accidente de Moyobamba, también conocido como la Tragedia de Moyobamba del 2024, fue un accidente ocurrido en Perú, el sábado 23 de noviembre de 2024, cuando un bus de la empresa de transportes MóvilBus cayó por una pendiente en la carretera Fernando Belaúnde Terry, a la altura del kilómetro 513, en el caserío El Triunfo, cerca al Distrito de Jepelacio perteneciente a Moyobamba.
El vehículo, que transportaba estudiantes de las escuelas San Jacinto de Vice de Sechura y La Salle de Piura Metropolitana, se precipitó por un despeñadero, dejando un saldo de 12 personas fallecidas y 33 heridas, entre ellas menores de edad y sus familiares.

## Cronología

### Antecedentes
El aula 5.º "C" del colegio piurano San Jacinto de Vice y algunos estudiantes del colegio La Salle se encontraban realizando un viaje de promoción (algo tradicional en Perú y otras partes de Latinoamérica y España, en forma de despedida escolar durante el último año de clases) con destino a la ciudad de Tarapoto, ambos colegios compartieron el mismo vehículo el cual le pertenecía a la empresa «MovilBus». Con anterioridad el aula 5.º "C" del San Jacinto de Vice había realizado recolectas de dinero en base a pequeños emprendimientos como un cine escolar, los cuales fueron promocionados por su cuenta de TikTok de nombre homónimo. Aunque se llego a la cifra estimada, de acuerdo a la dirección escolar indico que «no se le brindo permiso a la tutora para realizar el viaje» y que este paseo fue «algo externo organizado por los padres y docentes».
La empresa operadora del viaje, MovilBus, para el momento del accidente, ya debía «S/ 696 mil papeletas por exceso de velocidad en varios de sus buses», de acuerdo a datos brindados a la prensa de Exitosa Noticias. En el año 2021, la unidad involucrada en el incidente ya había recibido tres sanciones por superar los límites de velocidad.

### Acontecimientos
El autobús, que viajaba hacia Moyobamba, fue reportado realizando maniobras peligrosas con el fin de «evitar chocarse contra una furgoneta» y con un presunto «exceso de velocidad» antes de la tragedia. Sobrevivientes indicaron que «el conductor habría efectuado esta maniobra», lo que podría haber influido en la pérdida de control del vehículo.
Testigos relataron que lo que «inicialmente era un viaje de alegría se transformó rápidamente en una tragedia tras que el bus se volcara hacia el abismo». Los gritos de los pasajeros atrapados entre los escombros del vehículo fueron escuchados por los habitantes de la zona, quienes rápidamente acudieron al lugar para colaborar en las labores de rescate. Múltiples equipos de bomberos, policías y personal de salud se unieron en los esfuerzos para liberar a los atrapados y trasladar a los heridos a los hospitales de Rioja y Moyobamba.

### Juicio al chofer

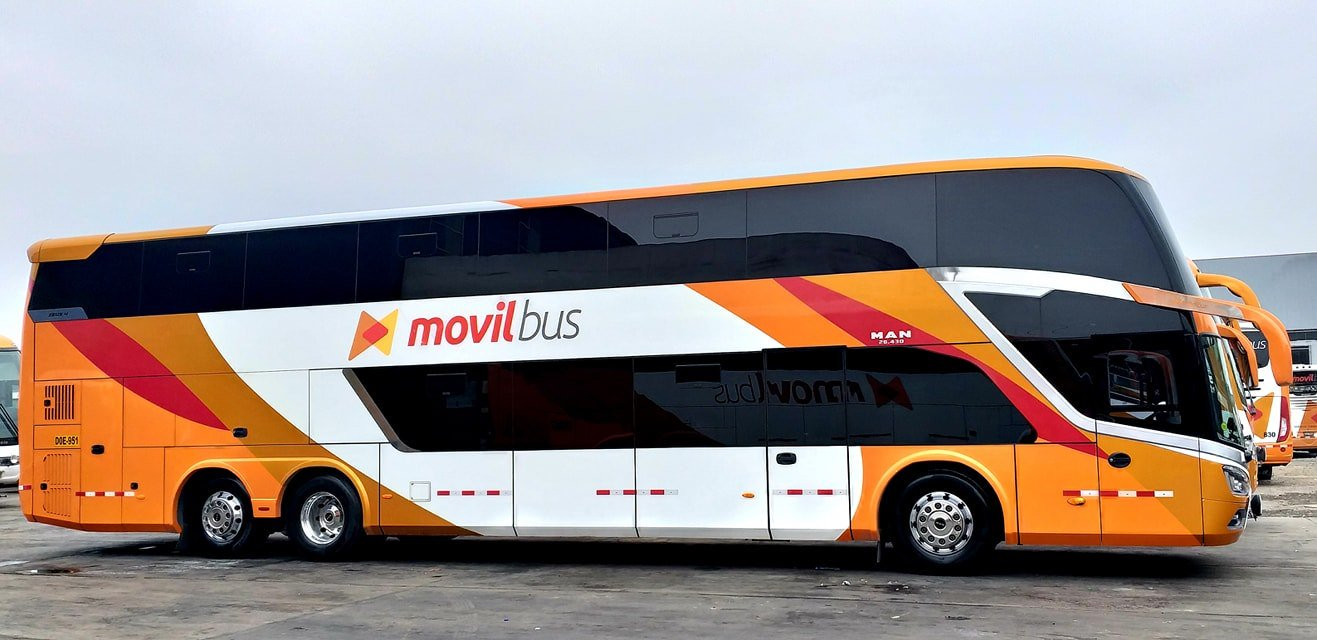
Bus de la empresa «MovilBus» similar al que protagonizó el accidente.

Tras lo ocurrido, La Fiscalía Provincial Mixta de Jepelacio presenta una denuncia para imponer una detención preliminar de cuatro días al conductor del bus de la empresa Móvil Bus, implicado en un accidente en San Martín. El juez Andrés Loli Sánchez, del Primer Juzgado de Investigación Preparatoria en Moyobamba, rechazara la solicitud presentada. En su resolución, dispuso la liberación del chofer conocido como «Mario Santos Rosales».
El 27 de marzo de 2025, tras un nuevo juicio, se dictamino un periodo de condena inicial de 7 meses de prisión para el chofer Mario Santos Rosales.

## Reacciones
Tras la tragedia ocurrida, hubo diversas reacciones, entre las que más destacan las de usuarios en redes que demostraron su indignación frente a lo ocurrido.
- En Piura, La Dirección Regional de Educación decidió prohibir los viajes escolares sin fines educativos, especialmente los que son por carretera, como los conocidos "Viajes de Promoción o Graduación".[26] La resolución busca prevenir futuras tragedias en el ámbito estudiantil.[27][28][29]
- El director del Colegio San Jacinto de Vice, tras el accidente ocurrido, negó que el viaje haya sido autorizado por la Institución educativa con las siguientes palabras:[12]«Dimos respuesta formal a la tutora de que no podía realizarse dicho viaje. Asumimos que   han viajado bajo responsabilidad de los padres»     «Lamentablemente, los papás toman algunas decisiones. Ellos (los alumnos) no han faltado a clases, recién han salido ayer en la tarde; se suponía que el día lunes ya iban a estar de retorno», señaló el director.

- La Superintendencia de Transporte Terrestre (Sutran) frente a lo ocurrido, retoma la denuncia (y ahora de manera penal)[30] a la empresa Movil Bus y al conductor que manejó el vehículo el día del siniestro.,[31][32][33] aunque confirmó que el autobús contaba con los permisos necesarios para circular.[34]
- El alcalde provincial de Sechura y el Gobierno Regional de Piura decidieron declarar duelo regional los días 25, 26 y 27 de noviembre del año en curso.[35][36][37]
- La empresa de transporte terrestre Movil Bus emitió un comunicado lamentando el accidente ocurrido el sábado 23 de noviembre en la ruta Piura-Tarapoto, a la altura del sector Jerillo-El Triunfo, en la carretera Fernando Belaúnde, en la ciudad de Moyobamba. Según informaron, tras tomar conocimiento del hecho, activaron el protocolo de emergencia en coordinación con las autoridades estatales para atender las urgencias requeridas.[38][39]

## Impacto
El Domingo 24 de noviembre del 2024. Llegaron los restos de los fallecidos en el accidente de tránsito ocurrido en Moyobamba. Un avión de la Policía Nacional del Perú (PNP) se encargó de transportar los féretros desde la región San Martín hasta el Grupo Aéreo N.º 7 de Piura, donde se realizó la recepción por parte de las familias y se dispuso su traslado a diversas localidades para los velorios.
Más temprano, un avión Spartan de la Fuerza Aérea trasladó desde Rioja hasta Piura, al resto de estudiantes que recibieron el alta médica tras ser rescatados con vida del despiste de bus. El Gobierno provincial de Sechura decidió declarar 3 días de luto por el acontecimiento. Los carnavales anuales en Vice que se iban a realizar inicios de 2025 se suspendieron por «respeto a los fallecidos en el accidente».
En los Colegios "La Salle" y "San Jacinto de Vice" (lugar de origen de las víctimas) se rindió un homenaje póstumo a los fallecidos y se realizaron funerales para despedir a cada uno de los alumnos.

## Muertes
A continuación una lista con los fallecidos en el Accidente de Moyobamba:
| N. º | Nombre                         | Categoría                    | Edad | En el Viaje? |
| ---- | ------------------------------ | ---------------------------- | ---- | ------------ |
| 1    | Huamán Timana, Carmen          | Familiar                     | 43   | Si           |
| 2    | García Vela, Leydi             | Familiar                     | 25   | Si           |
| 3    | Botero Hernández, Johnny Jairo | Docente                      | 40   | Si           |
| 4    | Cris Jair P. E.                | Estudiante                   | 17   | Si           |
| 5    | Torres Portocarrero, Marisol   | Familiar                     | 52   | Si           |
| 6    | Pedro Israel N. G.             | Estudiante                   | 17   | Si           |
| 7    | Vela Huansi, Dolibeth          | Familiar                     | 30   | Si           |
| 8    | Yessica Maite P. R.            | Estudiante                   | 17   | Si           |
| 9    | Liam Benjamin P. D             | Familiar (Hijo de Docente)   | 2    | Si           |
| 10   | Anggelo P. D.                  | Estudiante (Hijo de Docente) | 17   | Si           |
| 11   | Botero Velandia, Valerin       | Hija de Docente              | 27   | Si           |
| 12   | Sandra Chulle Chunga.          | Estudiante                   | 17   | Si           |

#### Víctimas por Nacionalidad
| País     | Muertes |
| -------- | ------- |
| Perú     | 10      |
| Colombia | 2       |
| Total    | 12      |